# Эффект Манделы

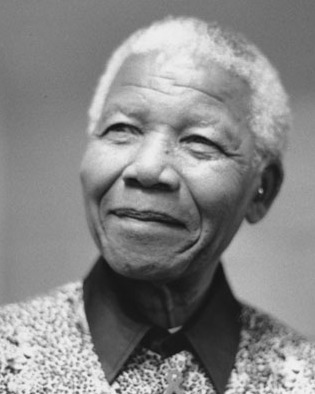
Нельсон Холилала Мандела

Эффе́кт Манде́лы (англ. Mandela effect) — психологический эффект, который заключается в совпадении у нескольких людей воспоминаний, противоречащих реальным фактам. Таким образом, это феномен, связанный с ложной коллективной памятью.
Психологи объясняют эффект Манделы тем, что иногда человек, вспоминая о каком-то событии, модифицирует его в своём сознании или изначально воспринимает событие ошибочно. Учёные объясняют эффект Манделы конфабуляцией — явлением, при котором у человека образуются воспоминания о фактах, которые на самом деле не происходили или же произошли в другой промежуток времени.

## История возникновения
В 2010 году большое количество людей в интернете внезапно начало обсуждать смерть политического и государственного деятеля Нельсона Манделы. Люди были убеждены, что политик скончался в тюрьме в 1980-х годах. Кроме того, они даже могли вспомнить выпуски новостей с сообщениями о смерти Нельсона Манделы. На самом же деле политик был освобождён в 1990 году, с 1994 по 1999 год был первым чернокожим президентом ЮАР, а в 2010 был ещё жив (скончался в 2013 году). Для объяснения этого ложного коллективного воспоминания, а также других примеров Фиона Брум ввела термин «эффект Манделы». Сама Фиона Брум утверждает, что эффект Манделы проявляется в результате перемещения человека в альтернативную реальность.
Интерес к эффекту Манделы возрос прежде всего благодаря распространению информации в интернете. На сегодняшний день существуют примеры в политике, истории, искусстве, массовой культуре, в которых наблюдается действие эффекта Манделы.
Один из примеров проявления эффекта Манделы связан со смертью главы секты «Аум Синрикё» Сёко Асахары. Одна часть его адептов уверена, что лидер совершил самоубийство в камере, другие же утверждают, что он был расстрелян. В действительности глава секты был повешен 6 июля 2018 года в Японии.

## Мнение специалистов
Клинический и судебный психолог Джон Пол Гаррисон отмечает действие эффекта Манделы в массовой культуре: 
Я подозреваю, что некоторые воспоминания возникают спонтанно, когда мы читаем новости. И нам может показаться, когда мы воспринимаем определённую информацию, что мы владели ею всегда. Тем не менее эффект Манделы вторичен по отношению к несовершенству нашей памяти.
Предпринята попытка анализа эффекта математическими методами.

## Проявления эффекта

### Влияние на общество
Дезинформация, возникшая в результате эффекта Манделы, может восприниматься как неоспоримый факт, если она поддерживается и распространяется большим количеством людей. Таким образом, ложные воспоминания одного человека влияют на воспоминания других людей, и они будут помнить факты аналогичным образом. Это может привести к ложному восприятию какого-то явления у всего общества.
Примеров такого влияния дезинформации довольно много — начиная с политического влияния на общественность, заканчивая незначительными проявлениями, не влияющими на общество вообще. Одним из таких примеров эффекта Манделы является русский перевод фильма «Звёздные войны. Эпизод V: Империя наносит ответный удар», от которого пошла крылатая фраза Дарта Вейдера «Люк, я твой отец». В действительности в оригинальной озвучке Вейдер такой фразы не говорил, вместо этого он произнёс «Нет, я твой отец», но из-за эффекта Манделы закрепилась первая фраза, а в России и во многих странах СНГ, эффект был усилен тем, что в ранних переводах фильма на VHS Вейдер, в этой фразе, обращается к Люку по имени. Другой пример — в песне «Пять минут» многие помнят строчку «Пять минут, пять минут — это много или мало», хотя на самом деле в песне таких слов нет.
Эффект Манделы встречается и в других языках культуры. Эффект Манделы встречается в таких хитах, как California Dreaming (есть те, кто помнят несуществующую строчку «I began to pray»), I Love Rock’n’Roll (также некорректная строчка «I saw him standing there by the record machine») и других.
Среди скульптур, которой присущ эффект Манделы, есть работа Огюста Родена «Мыслитель». Голос Америки отмечает, что, вероятно, в памяти многих всплывёт изображение сидящего мужчины, в раздумьях подпирающего кулаком свой лоб, хотя в реальности он поддерживает ладонью свой подбородок.

#### Опрос YouGov (2022)
В августе 2022 года исследователи YouGov попросили тысячу жителей США рассказать, как они помнят те или иные события или эпизоды из массовой культуры. Самым неожиданным для американцев стала цитата персонажа «Звездных войн», Дарта Вейдера, из пятого эпизода франшизы. 62 % опрошенных запомнили фразу, сказанную главному герою Люку Скайуокеру, как «Люк, я твой отец». Правильный вариант помнят лишь 17 % американцев. Другой «жертвой» эффекта Манделы стал дядюшка Пеннибагс — маскот настольной игры «Монополия». Хотя его неизменный образ фигурирует почти на каждой коробке оригинальной игры, его внешность многие помнят по-разному: так, 58 % опрошенных уверены, что символ игры носит монокль, тогда как лишь 18 % помнят, что в реальности монокля на нем нет. Совсем иначе помнят американцы и внешность персонажа одной из наиболее популярных детских книг — «Любопытный Джордж». Несмотря на популярность книг, 43 % американцев были уверены, что у главного героя — обезьянки Джорджа — есть хвост, но лишь 26 % помнили, что на самом деле художники всегда изображали его без хвоста.
Авторы опроса выяснили, что большое количество споров вызывали ложные воспоминания о названиях различных мультсериалов. Среди них — истории о кролике Багзе Банни под названием Looney Tunes (57 % респондентов запомнили их как Looney Toones), анимационная серия «Медведи Беренстейн» (61 % опрошенных были уверены, что речь идёт о «Медведях Беренстайн») и даже популярный мультфильм о жителях Каменного века «Флинтстоуны» (23 % продолжали называть его как «Флинстоуны»). Наконец, лишь 24 % опрошенных правильно вспомнили имя персонажа Шакила О’Нила в фильме 1996 года «Казаам» (в российском прокате — «Джинна вызывали?»): 36 % были убеждены, что его персонажа звали Шазамом.
Что же касается самого Нельсона Манделы, то здесь эффект, названный в его честь, оказался выражен не так сильно: 57 % респондентов знали, что лидер ЮАР скончался в 2013 году. Чуть больше половины участников опроса (53 %) слышали об эффекте Манделы, при этом куда больше с этим явлением оказались знакомы американцы до 30 лет.

### Влияние на политику
Считается, что эффект Манделы влиял на ход развития политических событий. Люди опирались на ложные воспоминания, которые были закреплены в их сознании, в результате чего они делали выбор, основываясь на них. Голосуя на выборах или референдумах, избиратели опираются на свой опыт, то есть ложные воспоминания могут повлиять на их решение. В связи с этим широкое распространение получил феномен фальшивых новостей, который способствует формированию массового ложного представления о кандидате.
Большое количество примеров эффекта Манделы можно найти на постсоветском пространстве; некоторые из них связаны с политическими деятелями. Один из них — история о продаже Российской империей Аляски, которая, в памяти некоторых, состоялась при императрице Екатерине II. Сделка же была совершена в 1867 году, уже после смерти Екатерины II, когда на российском престоле был её правнук, Александр II. 12 октября 1960 года Никита Хрущёв, выступая на заседании Генеральной Ассамблеи ООН, в разгар своей речи якобы принялся стучать ботинком по трибуне. Некоторые и вовсе вспоминают, что именно в этот момент Хрущев разразился знаменитой угрозой странам Запада «показать Кузькину мать».
Многие люди в России приписывают фразу «Я устал, я ухожу» первому президенту России Борису Ельцину, который якобы говорил в своем президентском обращении 31 декабря 1999 года, но в действительности такой фразы из его уст не было: Ельцин сказал «Я ухожу. Я сделал всё, что мог». Возможно, поводом для возникновения в сознании фразы «Я устал, я ухожу» могли стать несколько пародий в Высшей лиге КВН 1998 года, когда команда «Уральские пельмени» в номере по мотивам «Книги джунглей» Редьярда Киплинга спародировала Ельцина в образе вожака стаи.

## Критика
Н. Дэгнолл и К. Дринкуотер считают, что ложная память не связана с эффектом Манделы. Они объясняют коллективные ложные воспоминания стремлением людей облегчить бремя информации, трудной для восприятия, и невозможностью отличить реальные события от воображаемых.
Примером тому служит эксперимент американского когнитивного психолога Элизабеты Лофтус и психолога Джима Коана «Потерянные в молле». Коан рассказал своей семье четыре истории из детства, одна из которых повествовала о том, как брат Коана потерялся в торговом центре, и была полностью выдумана. Брат Коана поверил в несуществующую историю и даже добавил несколько деталей.